# Pibo
Pibo (auch Bibo, Pipon) († 1107) war von 1070 bis 1107 Bischof von Toul. Er war zuvor Kanzler Heinrichs IV. Als Bischof war er Förderer des Reformmönchtums. Die Vorverurteilung durch Gregor VII. bei einem Simonievorwurf rief heftige Proteste in der Reichskirche hervor und trug zur Verschärfung des Gegensatzes zwischen Kaiser und Papst bei.

## Herkunft
Pibo stammte aus einer adeligen sächsischen Familie. Der Vater hieß nach der Bischofschronik von Toul Thietmar und die Mutter Dudicha. Er besuchte die Domschule in Bamberg, einer seiner Lehrer dort war der spätere Erzbischof von Köln Anno II. Später war er Kanoniker im Domkapitel Halberstadt. Er gehörte der Hofkapelle Heinrichs III. an. Pibo hatte wahrscheinlich auch eine Kanonikerstelle am Pfalzstift in Goslar inne. Um 1068/1069 ernannte ihn Heinrich IV. zum Kanzler. Eine Reihe von Urkunden nennt seinen Namen.

## Bischof
Im Jahr 1069 wurde er zum Bischof von Toul ernannt. Er tat sich insbesondere als Förderer der lothringischen Klosterreformbewegung hervor. Außerdem kam es zu seiner Zeit zu einer großen Bautätigkeit. In wirtschaftlicher Hinsicht verwaltete er das Bistum gut. 
Großes Aufsehen erregten die Vorwürfe eines Klerikers aus Toul, der Pibo Simonie und Konkubinat vorwarf. Daraufhin ordnete Gregor VII. 1074 eine Untersuchung an. Dies wurde von Erzbischof Udo von Trier auf einer in Straßburg stattfindenden Fürstenversammlung bekannt gemacht. Danach hätte der Papst den Erzbischof beauftragt, den von einem nicht namentlich genannten Domherren gemachten Beschuldigungen nachzugehen. Bereits in dem Schreiben wurde Pibo ohne Kenntnis des näheren Sachverhalts als exepiscopus (ehemaliger Bischof) und lupus (Wolf) bezeichnet. Im Namen der Reichskirche wies Udo die Vorwürfe zurück und kritisierte die Beleidigung eines ihrer Angehörigen. Gegen Gregor VII. wurde der Vorwurf erhoben, die überlieferte Rechtsordnung auf den Kopf zu stellen, indem „die Söhne gegen die Väter bewaffnet“ würden. Udo von Trier hat die Angelegenheit untersucht. Als Entlastungszeugen schickte Heinrich IV. den Bischof Benno von Osnabrück. Dieser war selbst als Mediator bei der Nachfolgeregelung beteiligt und betonte, dass von Simonie in dem Verfahren keine Rede sein könnte, zumal das Domkapitel zugestimmt hätte. Letztlich wurde Pibo von den Vorwürfen entlastet. Udo von Trier bat den Papst, so etwas in Zukunft zu unterlassen, da er damit rechnen müsse, dass keine Leute mehr zu finden seien, die sich daran beteiligen würden. Ungewollt trug Pibo zur Eskalation des Konflikts zwischen Kaiser und Papst bei.
Im Januar 1076 nahm Pibo an der Reichsversammlung in Worms teil und kündigte mit zahlreichen anderen Bischöfen dem Papst den Gehorsam auf. Allerdings hat Pibo diesen Beschluss nicht lange mitgetragen. Pibo sollte in Utrecht im Ostergottesdienst 1076 die Öffentlichkeit über den durch Gregor verhängten Kirchenbann unterrichten und erklären, dass der wirkungslos, weil durch einen unrechtmäßigen Papst ausgesprochen sei. Noch in der vorangehenden Nacht floh er zusammen mit Bischof Dietrich von Verdun. Er hat sich bald um eine Annäherung an Gregor VII. bemüht und soll sogar nach Rom gereist sein, um sich zu unterwerfen. Allerdings gestaltete sich das Verhältnis zu Gregor VII. ebenfalls schwierig, weil dieser Pibos Reformbemühungen in seinem Bistum nicht ausreichend unterstützte. Pipo ging sowohl gegenüber dem Kaiser wie auch dem Papst auf Distanz. 
Er begab sich auf eine Pilgerreise ins Heilige Land. Nachdem er 1085 von dieser zurückgekehrt war, trat er für einige Zeit in ein Reformkloster in Dijon ein. Der von Heinrich V. einberufenen Mainzer Synode blieb er fern und ließ sich von einem Abgesandten vertreten. Den dort gefassten Beschlüssen gab er seine Zustimmung. 
Nachdem Urban II. 1088 Papst geworden war, gab Pibo seine zurückhaltende Haltung gegenüber dem Papst auf. Er näherte sich Urban II. an und kündigte dem kaisertreuen Erzbischof Egilbert von Trier seinen Gehorsam auf. 1095 nahm er an der Synode von Clermont teil und war Zeuge, als Urban II. zum Kreuzzug aufrief.
Begraben ist er in der Kathedrale von Toul.